# Treinta y seis nuevos inmortales de la poesía
Los treinta y seis nuevos inmortales de la poesía (新三十六歌仙 Shin Sanjūrokkasen?) es una lista antológica que agrupa a los mejores exponentes de la poesía medieval japonesa. Fue creado con el fin de actualizar la lista de los treinta y seis inmortales de la poesía hecha por Fujiwara no Kintō, a mediados de la era Heian (comienzos del siglo XI).
Existen al menos dos listas compiladas de los "nuevos inmortales":
1. Una realizada por Fujiwara no Mototoshi, a finales de la era Heian;
2. Una realizada anónimamente a mediados de la era Kamakura.

## Los treinta y seis nuevos inmortales de la poesía
Esta lista comprende a la segunda compilación, proveniente de la era Kamakura:
1. Emperador Go-Toba
2. Emperador Tsuchimikado
3. Emperador Juntoku
4. Emperador Go-Saga
5. Príncipe Masanari de Rokujō-no-Miya
6. Príncipe Munetaka de Kamakura-no-Miya
7. Príncipe Dōjo
8. Princesa Shikishi
9. Kujō Yoshitsune
10. Kujō Michiie
11. Saionji Kintsune
12. Koga Michiteru
13. Saionji Saneuji
14. Minamoto no Sanetomo
15. Kujō Motoie
16. Fujiwara no Ienaga
17. Jien
18. Gyōi
19. Horikawa Michitomo
20. Fujiwara no Sadaie
21. Hachijō In no Takakura
22. Fujiwara no Toshinari no Musume
23. Go-Toba In Kunai-kyō
24. Sōheki Mon In no Shōshō
25. Fujiwara no Tameie
26. Asukai Masatsune
27. Fujiwara no Ietaka
28. Fujiwara no Tomoie
29. Fujiwara no Ariie
30. Hamuro Mitsutoshi
31. Fujiwara no Nobuzane
32. Minamoto no Tomochika
33. Fujiwara no Takasuke
34. Minamoto no Ienaga
35. Kamo no Chōmei
36. Fujiwara no Hideyoshi